# Marianne Wolfe
 (juillet 2018).
Si vous disposez d'ouvrages ou d'articles de référence ou si vous connaissez des sites web de qualité traitant du thème abordé ici, merci de compléter l'article en donnant les références utiles à sa vérifiabilité et en les liant à la section « Notes et références ».
Pour les articles homonymes, voir Wolfe.
Marianne Wolfe (1926-2006) a été une importante parlementaire au sein de l'Église presbytérienne américaine durant la seconde moitié du XXe siècle.
Wolfe est née à Pittsburgh en 1926. Elle a obtenu un diplôme de fins d'études au Swarthmore College en 1950.
Wolfe fut une parlementaire professionnelle enregistrée (Professional Registered Parliamentarian) de 1970 jusqu'à son décès, en 2006. Elle est l'auteure de nombreux ouvrages et documents concernant l'Église Presbytérienne.